# 水温
水温（すいおん）とは、水の温度である。水温計によって測定される。
海の水温は海水温という。
魚種によって好む温度（選好温度、preferred temperature）がある。あまりに寒かったり、暑いと死亡する。無限時間における50％致死温度は初期致死温度と呼ばれ、熱い場合は upper incipient lethal temperatures (UILT）、寒い場合を Lower incipient lethal temperatures（LILT） と呼ぶ。